# ایمان‌بینه‌سی
ایمان‌بینه‌سی (به لاتین: İmanbinəsi) یک منطقهٔ مسکونی در جمهوری آذربایجان است که در شهرستان کلبجر واقع شده‌است.